# طلحية
طلحية قرية سورية تتبع ناحية تفتناز في منطقة مركز إدلب في محافظة إدلب. بلغ عدد سكانها5000 نسمة في عام 2024 حسب إحصاء المكتب المركزي للإحصاء.